# Erica mammosa
Erica mammosa är en ljungväxtart som beskrevs av Carl von Linné. Erica mammosa ingår i släktet klockljungssläktet, och familjen ljungväxter. Inga underarter finns listade i Catalogue of Life.

## Bildgalleri

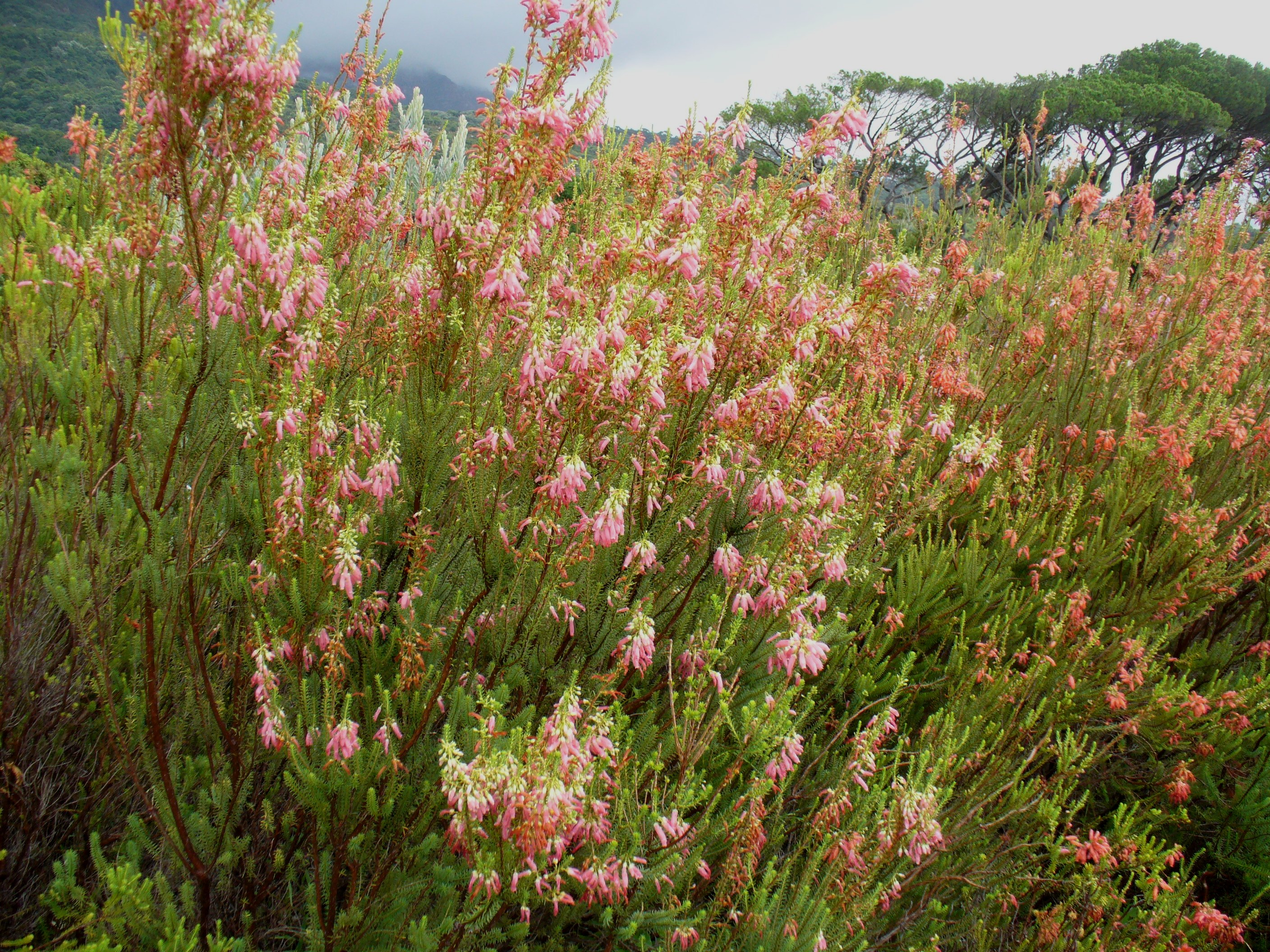
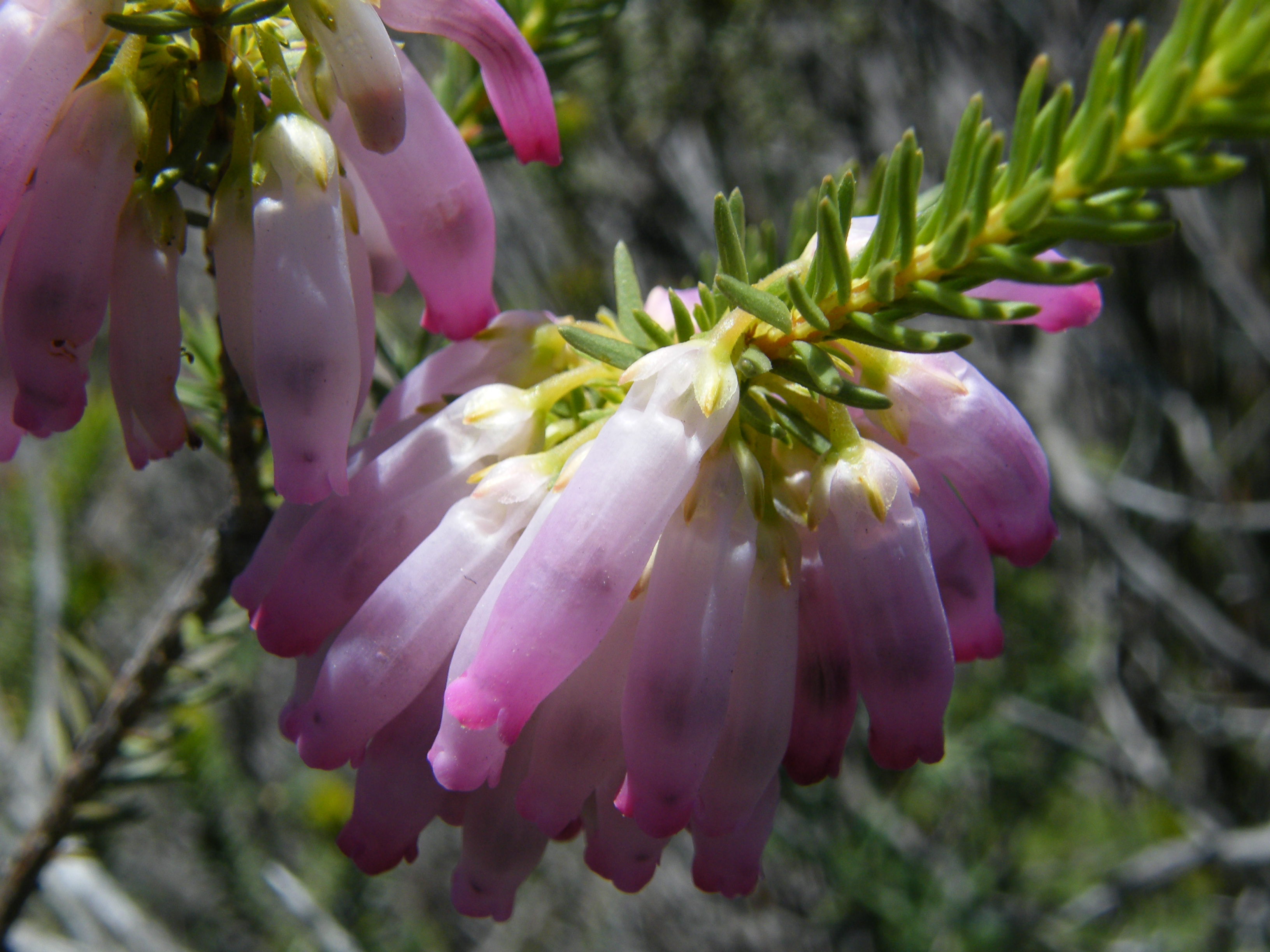
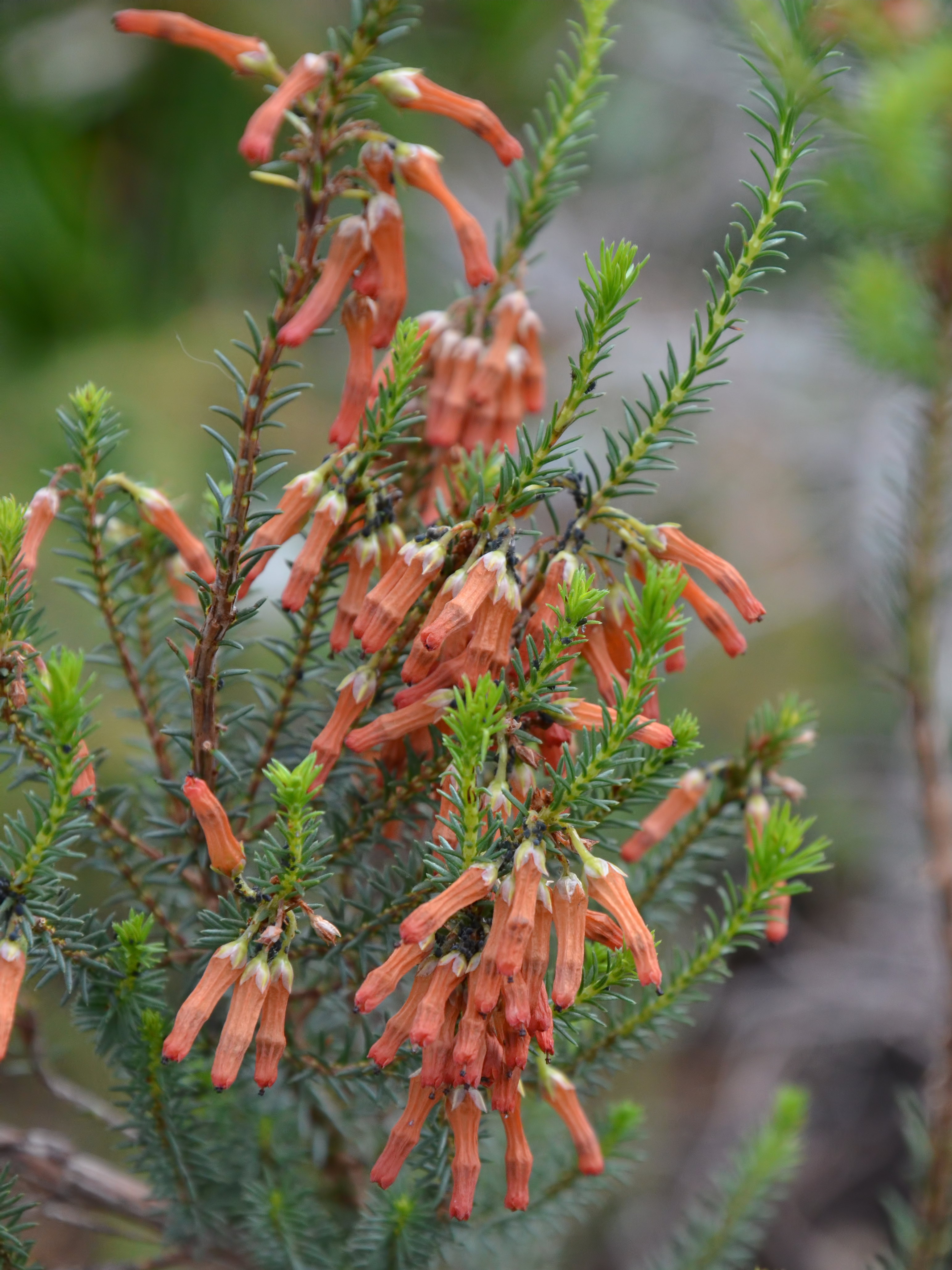
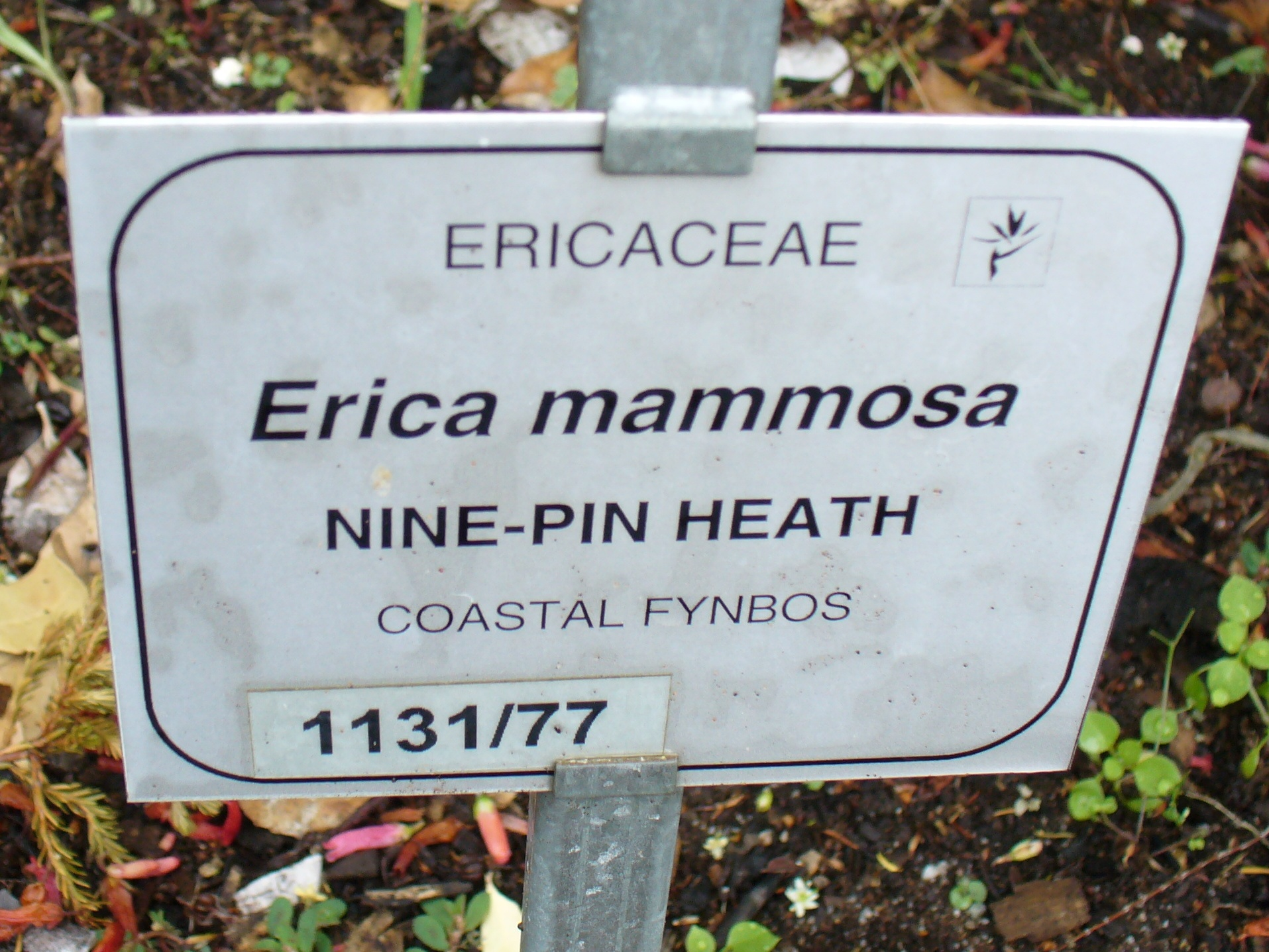